# 奈良連隊区
奈良連隊区（なられんたいく）は、大日本帝国陸軍の連隊区の一つ。奈良県全域の徴兵・召集等兵事事務を取り扱った。実務は奈良連隊区司令部が執行した。1945年（昭和20年）、同域に奈良地区司令部が設けられ、地域防衛体制を担任した。

## 沿革
日本陸軍の内地19個師団体制に対応するため陸軍管区表が改正（明治40年9月17日軍令陸第3号）となり、1907年（明治40年）10月1日、奈良連隊区が創設され、第16師管第19旅管に属した。管轄区域は京都連隊区から奈良市・添上郡・生駒郡・磯城郡・宇陀郡・山辺郡・北葛城郡・高市郡・南葛城郡を、和歌山連隊区から吉野郡・宇智郡を編入して奈良県全域となり、その廃止まで変更がなかった。
1925年（大正14年）4月6日、日本陸軍の第三次軍備整理に伴い陸軍管区表が改正（大正14年軍令陸第2号）され、同年5月1日、旅管は廃され引き続き第16師管の所属となった。
1940年（昭和15年）8月1日、奈良連隊区は中部軍管区京都師管に属することとなった。1941年（昭和16年）4月1日、奈良連隊区は、中部軍管区大阪師管に移管された。
1945年には作戦と軍政の分離が進められ、軍管区・師管区に司令部が設けられたのに伴い、同年3月24日、連隊区の同域に地区司令部が設けられた。地区司令部の司令官以下要員は連隊区司令部人員の兼任である。同年4月1日、大阪師管は大阪師管区と改称された。

## 司令官
- 三好平二郎 歩兵少佐：1907年10月3日 - 1908年6月6日
- 寺田隆 歩兵少佐：1908年6月6日 - 1912年3月8日
- 早川新太郎 歩兵中佐：1912年3月8日 - 1913年1月15日
- 津野田是重 歩兵中佐：1913年1月15日 - 1915年8月10日
- 田原小三郎 歩兵大佐：1915年8月10日 - 1916年1月21日
- 吉原岩吉 歩兵中佐：1916年1月21日 -
- 高園竹一 歩兵大佐：不詳 - 1923年8月6日[7]
- 渋谷寿一 歩兵大佐：1923年8月6日[7] -
- 山口三郎 歩兵大佐：1930年8月1日 - 1932年3月11日[8]
- 今井文二 歩兵大佐：1936年8月1日 - 1938年7月15日[9]
- 新美二郎 大佐：1941年10月15日 - 1943年1月18日[10]
- 石黒岩太 大佐：1943年1月18日[11] - 1945年2月12日
- 森田春次 大佐：1945年2月12日[12] - 1945年3月31日

奈良連隊区兼奈良地区司令官
- 森本伊市郎 予備役陸軍少将：1945年3月31日[13] -